# کاستودیو کاسترو
کاستودیو میگل دیاس ده کاسترو (پرتغالی: Custódio Miguel Dias de Castro؛ زادهٔ ۲۴ مهٔ ۱۹۸۳) که عموماً با نام کاستودیو شناخته می‌شود، بازیکن فوتبال پیشین اهل پرتغال است.
وی برای تیم ملی فوتبال پرتغال ۱۰ بازی انجام داده‌است. پست تخصصی این بازیکن نیز، هافبک دفاعی است.

## افتخارات

### باشگاهی
اسپورتینگ
- لیگ برتر فوتبال پرتغال: ۰۲–۲۰۰۱
- جام حذفی فوتبال پرتغال: ۰۷–۲۰۰۶
- لیگ اروپا: نایب قهرمان ۰۵–۲۰۰۴

براگا
- لیگ اروپا: نایب قهرمان ۱۱–۲۰۱۰
- جام حذفی فوتبال پرتغال: نایب قهرمان ۱۵–۲۰۱۴